# ジャンボおしどり寿司
ジャンボおしどり寿司は、株式会社丸七が展開する回転寿司チェーンである。

## 概要
2024年4月現在、神奈川県内において5店舗を運営している。以前はエコー商事株式会社が運営していた。
他店の約1.5倍のネタを使用し、サーモンやマグロなど5点もの握りが15センチメートルで20グラムと、ジャンボな握り寿司を名物とした。
築地市場で仲卸を営む柏木克彦が1982年1月にエコー商事株式会社を創業し、築地市場の買参権を活用して新鮮な魚介を安価で提供した。家族向けの「ゆったり落ち着き、くつろげる空間」をコンセプトにして好立地や集客力が高い商業施設へ出店し、最盛期に20店舗を運営して2007年12月期に約30億円を売り上げた。
しかし、大手チェーンや低価格店に比して高額な120円 - 760円の価格設定で業績が悪化し、2009年から不採算店舗の閉鎖やとんかつ店事業の撤退など再建を図る。2014年10月に神奈川県中小企業再生支援協議会の支援を得たが、金融債務は圧縮できずに返済猶予も限界となる。協議会は第二会社方式で再建を提案したが、他社による買収提案も板前を中心とする従業員らが強く反対し、自主再建を選択した。2017年1月に旗艦店であった立場店の閉店を機に状況が悪化し、エコー商事は2018年4月2日に、東京地方裁判所へ民事再生法の適用を申請して4月6日に民事再生手続開始決定を受けた。負債は債権者約70人に対し約15億円で、12店の運営は継続した。エコー商事は2018年11月28日に債権者集会を開催し、東京都中央区に本社がある株式会社ペスカリッチを民事再生スポンサーに選定し、東京地裁から民事再生計画認可決定を受けた。ペスカリッチはエコーに増資し、新代表取締役はペスカリッチの代表取締役が兼務して柏木は代表取締役から退任する。
ジャンボおしどり寿司の事業は2024年4月1日付で、エコー商事から焼肉坂井ホールディングスの子会社である株式会社丸七へ譲渡され、5店舗は丸七による運営となった。

## 沿革

### エコー商事株式会社
- 1982年1月25日 エコー商事株式会社設立[5][6]
- 1982年5月 湘南台店 開店
- 1983年6月 藤沢村岡店 開店
- 1984年4月 江戸前日野店 開店
- 1984年5月 鎌倉店 開店
- 1985年7月 平塚店 開店
- 1986年8月 大和店 開店
- 1987年7月 相模原店 開店
- 1991年6月 相模原店 閉店
- 1993年9月 鶴ヶ峰店 開店
- 1993年12月 町田金森店 開店
- 1994年3月 辻堂店 開店
- 1995年7月 日野本店 開店
- 1997年3月 藤沢六会店 開店
- 1998年4月 大和中央店 開店
- 2000年4月 磯子店 開店
- 2000年3月 湘南台店 閉店
- 2000年8月 三島店 閉店
- 2001年3月 湘南モールFILL店 開店
- 2001年4月 希望ヶ丘店 開店
- 2001年9月 港北高田店 開店
- 2002年1月 立場店 開店
- 2004年1月 大和店 閉店
- 2005年4月 横浜四季の森フォレオ店 開店
- 2005年5月 ビアレヨコハマ金沢店 開店
- 2006年4月 ジャスコ茅ヶ崎店 開店
- 2007年4月 藤沢村岡店 閉店
- 2007年4月 川崎宮前店 開店
- 2008年8月 江戸前日野店 及び 横浜四季の森フォレオ店 閉店
- 2008年9月5日 クイズゲート港北NT店 開店
- 2017年1月 立場店閉店[2]
- 2018年4月2日 エコー商事が東京地方裁判所へ民事再生法を申請。4月6日に民事再生手続開始決定を受ける[2][4][5][6]
- 2020年9月 川崎宮前店、六会店、鎌倉店 閉店
- 2021年3月 鶴ヶ峰店 閉店
- 2024年4月 株式会社丸七へ事業譲渡

### 株式会社丸七
- 1978年4月 - 株式会社湯佐和として設立。
- 1984年8月 - 寿司居酒屋である太郎丸一号店を開店。
- 1996年4月 - 寿司居酒屋であるいろは茶家一号店を開店。
- 2000年6月 - 七福一号店を開店。
- 2018年10月 - ジー・テイスト（後の焼肉坂井ホールディングス）の子会社となる[11]。
- 2020年10月 - 商号を株式会社丸七に変更。
- 2022年4月 - 本社を神奈川県鎌倉市から神奈川県藤沢市へ移転。
- 2024年4月 - エコー商事株式会社からジャンボおしどり寿司の事業を譲受[9]。

## 丸七が手掛けている他の店舗形態
- 海鮮居酒家いろは丸
- 寿司居酒屋太郎丸
- 七福
- 魚丸

## かつてエコー商事が運営していた店舗
- 江戸前おしどり寿司
- こだわりとんかつかついち